# Битигхайм-Биссинген
Битигхайм-Биссинген (нем. Bietigheim-Bissingen) — город в Германии, районный центр, расположен в земле Баден-Вюртемберг. 
Подчинён административному округу Штутгарт. Входит в состав района Людвигсбург.  Население составляет 42 810 человек (на 31 декабря 2010 года). Занимает площадь 31,29 км². Официальный код  —  08 1 18 079.
Город подразделяется на 4 городских района.

## Фотографии

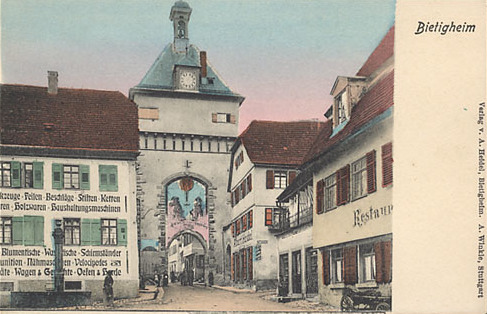
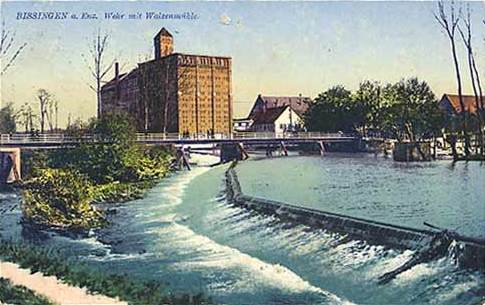
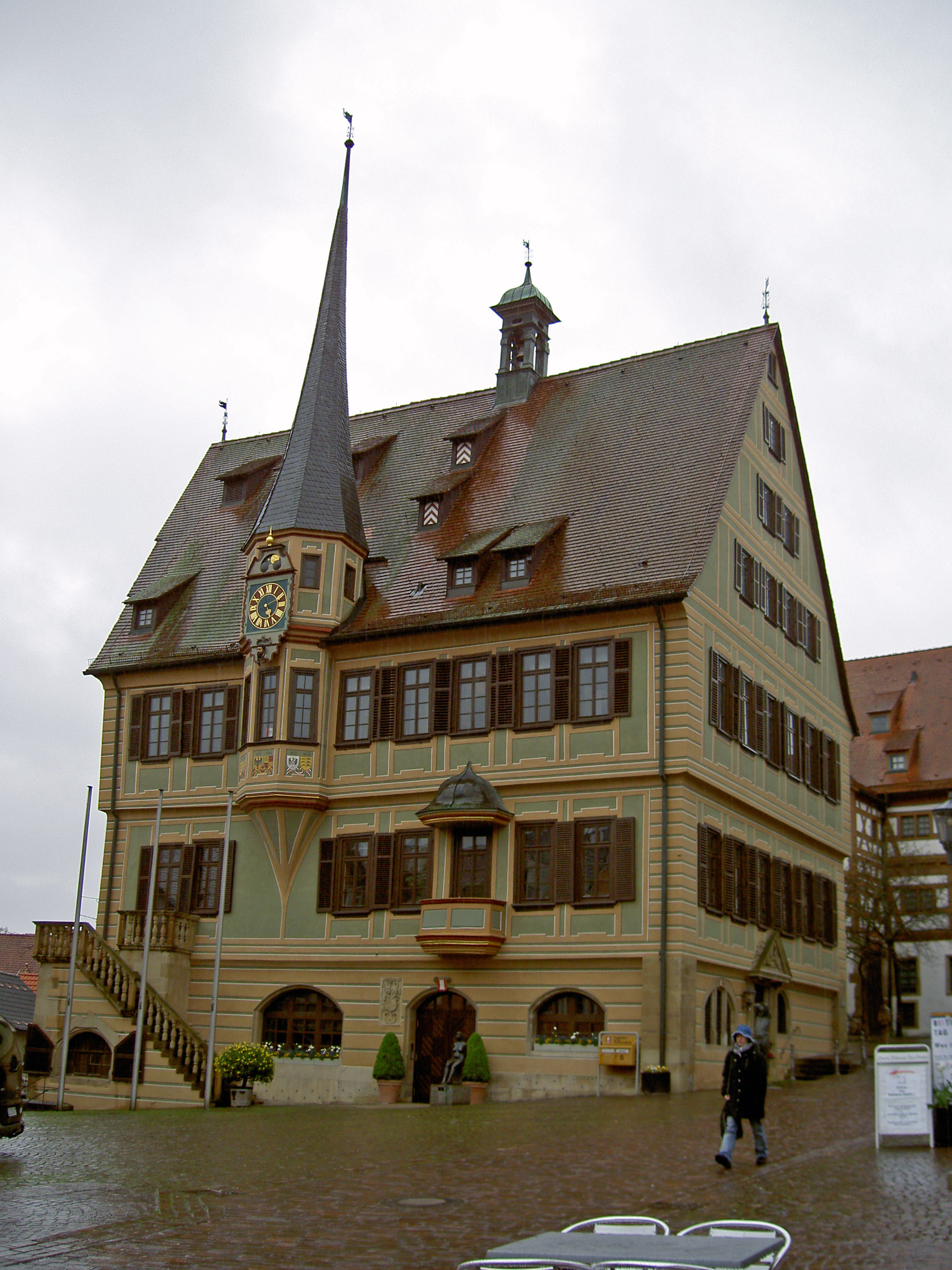
Ратуша
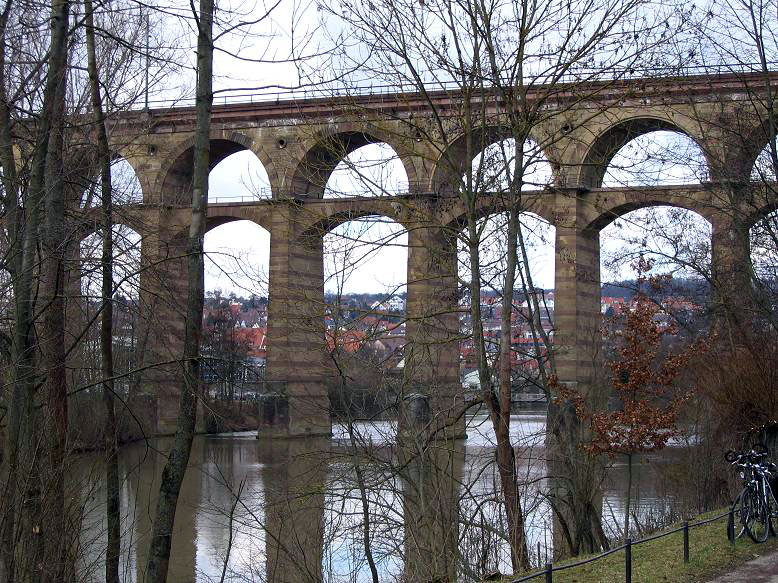
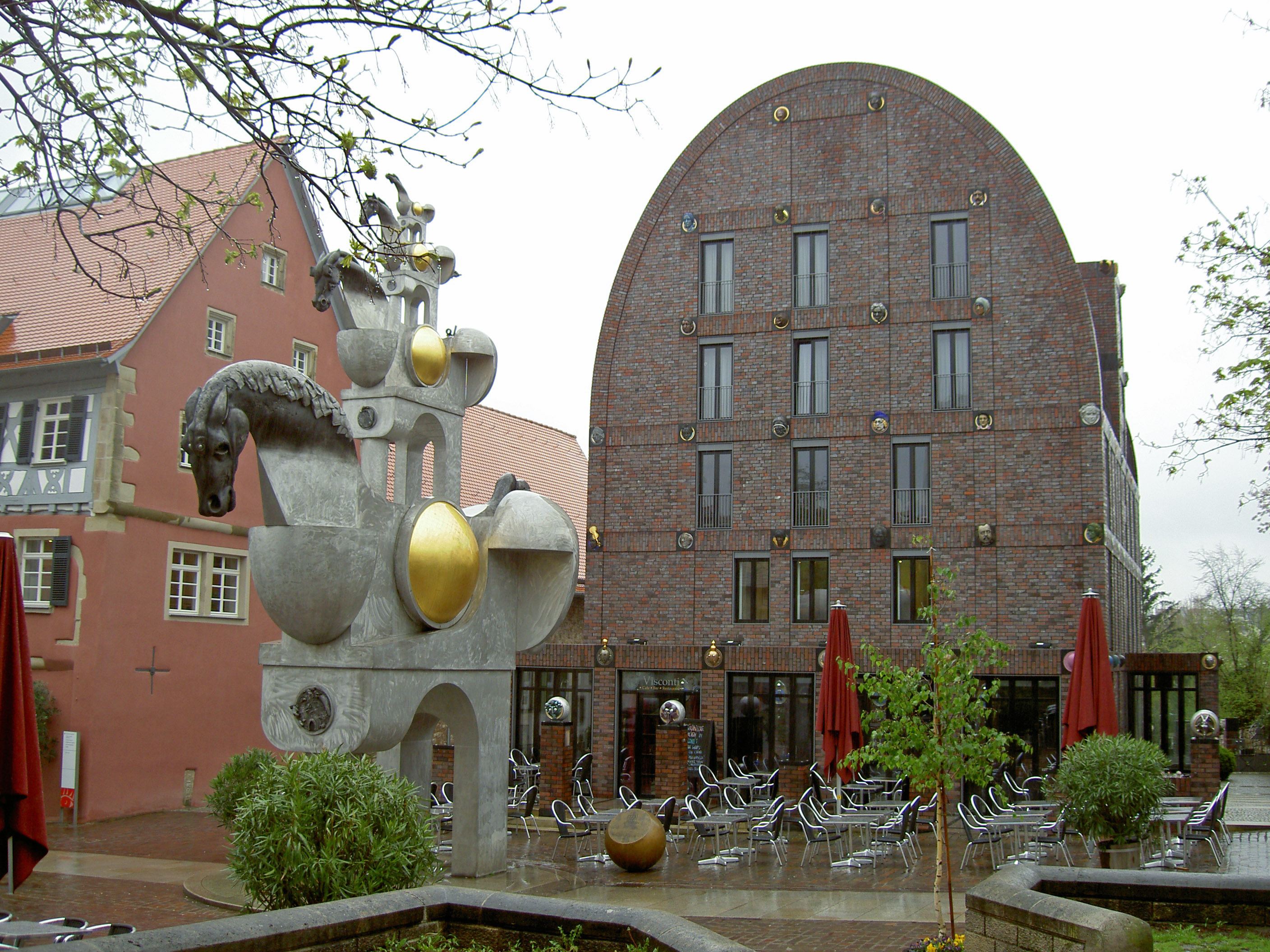
Башня